# Kostverlorenstraat
De Kostverlorenstraat is een straat in Amsterdam-West en is circa 200 meter lang. De straat vormt de verbinding tussen de Frederik Hendrikbuurt en de Staatsliedenbuurt. De straat begint aan het Frederik Hendrikplantsoen en loopt in een gebogen armvorm naar de Van Hallbrug over de Kostverlorenvaart. Het verlengde aan de andere kant van de vaart heet de Van Hallstraat. Op de Kostverlorenstraat komen verder uit de Rombout Hogerbeetsstraat (van het zuiden) en de Eerste Kostverlorenkade (noord en zuid). 
De straat kent voornamelijk etagewoningen in vier tot vijf bouwlagen. Veel woningen zijn particulier bezit, maar er zijn ook enkele panden en complexen met sociale woningbouw. Dit was tot 2002 eigendom van woningcorporatie Zomers Buiten, maar na enkele fusies worden deze woningen verhuurd door Ymere.

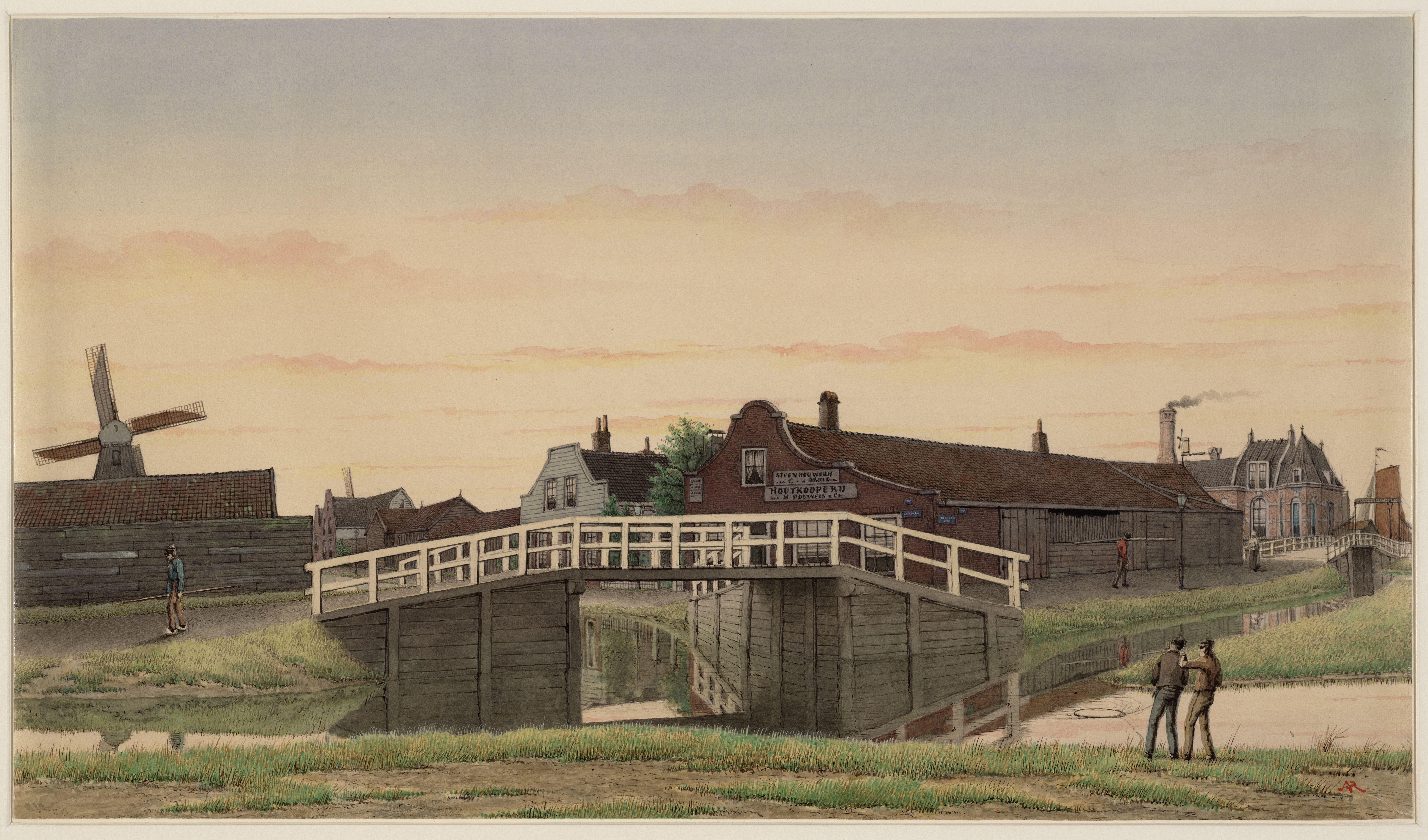
1897 omgeving voor aanleg van de straat

Oorspronkelijk was de straat het Zaagmolenpad en lag in de gemeente Nieuwer Amstel maar werd op 1 mei 1896 door Amsterdam geannexeerd. Op 21 september 1904 kreeg de straat de naam Kostverlorenstraat genoemd naar de Kostverlorenvaart.